# Baboucarr-Blaise Jagne
Baboucarr-Blaise Ismaila Jagne (* 11. Februar 1955 in Bathurst, heute Banjul) ist ein gambischer Politiker und Diplomat. Er war Außenminister von Gambia.

## Leben
Nach dem Schulabschluss erwarb Jagne 1976 an der Université de Dakar ein Diplom in Französisch. Von 1976 bis 1980 erwarb er an den Universität Grenoble einen Bachelor in Französisch und in Linguistik sowie einen Master in Linguistik.
Ende 1980 begann er in der gambischen Staatsverwaltung und war in unterschiedlichen Behörden tätig, u. a. im Außenministerium. 1992 wurde er im Bildungsministerium zum stellvertretenden Staatssekretär ernannt. Auf gleicher Position wechselte er im August 1993 ins Außenministerium. Ab 20. März 1995 bis zum 8. März 1997 gehörte dem Kabinett Yahya Jammeh als Außenminister an. Von Juli 1997 bis April 1998 war er Botschafter seines Landes in Saudi-Arabien; anschließend zwischen Mai 1998 und August 2001 ständiger Vertreter Gambias bei den Vereinten Nationen in New York. Im Juni 1999 stand er dabei als Präsident dem Weltsicherheitsrat vor. Am 30. August 2001 wurde er erneut zum Außenminister ernannt; dieses Amt hatte er bis zum 14. Oktober 2004 inne.
2024 war er stellvertretender Leiter der Wahlbeobachtungsmission der ECOWAS bei den Parlamentswahlen 2024 in Ghana.